# گنو هیلس
گنو هیلس (به انگلیسی: GNU Health) یک سیستم سلامتی و اطلاعات بیمارستانی آزاد است که عملکردهای زیر را ارائه می‌دهد.
- مدارک پزشکی الکترونیکی
- سیستم اطلاعات بیمارستانی
- سیستم اطلاعات سلامتی

این سیستم به‌گونه‌ای طراحی شده که چندسکویی باشد، بنابراین می‌تواند روی سیستم‌عامل‌های متفاوت (لینوکس، فری بی‌اس‌دی، مایکروسافت ویندوز) و سیستم‌های مدیریت پایگاه داده متفاوت نصب شود. به زبان پایتون نوشته شده‌است و از چارچوب ترایتون استفاده می‌کند.

## پیشینه
گنو هیلس در سال ۲۰۰۸ توسط Luis Falcón به عنوان پروژه ارتقاء سلامت و جلوگیری از بیماری در مناطق روستایی آغاز نمود. نام ابتدایی آن Medical بود؛ بنابراین به یک سیستم سلامتی و اطلاعات بیمارستانی، با یک تیم چندرشته‌ای و بین‌المللی از همکاران ارتقا پیدا نمود. گنو هیلس یک پروژه از گنو سالیداریو، یک مؤسسه غیردولتی و غیرانتفاعی است که در زمینه‌های سلامتی و آموزشی با نرم‌افزار آزاد کار می‌کند.

### نقاط عطف پروژه
- ۱۲ اکتبر ۲۰۰۸: پروژه Medical در سورس‌فورگ ثبت شد.
- ۲ نوامبر ۲۰۰۸: نسخه ۰٫۰٫۲ از Medical در سورس‌فورگ منتشر شد.
- ۱۵ آوریل ۲۰۱۰: Medical در درگاه دولتی برزیل به کار افتاد. Software Público Brasileiro
- ۳۱ ژوئیه ۲۰۱۰: پروژه در انجمن اروپایی Open Source Observasion and Repository ثبت شد.
- ۱۶ آوریل ۲۰۱۱: Thymbra گنو هیلس را به ان‌جی‌او گنو سالیداریو تبدیل کرد.
- ۱۸ آوریل ۲۰۱۱: Medical محیط توسعه خود را از OpenERP به چارچوب ترایتون تغییر داد.[۱]
- ۲۱ ژوئن ۲۰۱۱: نام پروژه از Medical به گنو هیلس تغییر یافت.
- ۱۶ اوت ۲۰۱۱: نسخه ۱٫۳٫۰ با ترایتون و پشتیبانی از پستگرس‌کیوال منتشر شد.
- ۲۶ اوت ۲۰۱۱: ریچارد استالمن گنو هیلس را به عنوان یک بسته گنو رسمی معرفی کرد. در این زمان، درگاه توسعه از سورس‌فورگ به گنو ساوانا تغییرجا داد.
- ۲۹ اکتبر ۲۰۱۱: نسخه ۱٫۴٫۱ گنو هیلس منتشر شد. این نسخه همچنین به شاخص بسته‌های پایتون (PyPI) به عنوان یک ماژول پایتون اضافه شد.
- ۲۵ ژوئن ۲۰۱۲: ساخت یک پایگاه اینترنتی عمومی گنو هیلس در آمستردام.
- ۹ فوریه ۲۰۱۳: انتشار نسخه ۱٫۸٫۰، سازگار با ترایتون ۲٫۶ و کلاینت اندروید.
- ۱۸ مارس ۲۰۱۳: نسخه ۱٫۸٫۱و با قابلیت واحد مراقبت‌های ویژه.
- ۷ ژوئیه ۲۰۱۳: انتشار نسخه ۲٫۰٫۰ ساگار با ترایتون ۲٫۸، ماژولهای جدید برای بیماری‌های گرم‌سیری فراموش‌شده، با آغاز بیماری Chagas. واحد مدیریت بخش جمعیت و واحد سوسری جدید؛ نصاب سرویس‌دهنده جدید؛ پیشرفت در ماژول جراحی (سیستم طبقه‌بندی وضعیت ASA و شاخص خطر قلبی با تجدید نظر)
- ۲۲ سپتامبر ۲۰۱۳: انتشار نسخه ۲٫۲٫۰. آزمون‌های دانگ و تشخصی صویری.
- ۲۷ ژانویه ۲۰۱۴: انتشار نسخه ۲٫۴٫۰
- ۲۲ مارس ۲۰۱۴: اولین نسخه از سی‌دی زنده گنو هیلس با گنو هیلس ۲٫۴ و سرویس‌دهنده ترایتون ۳٫۰٫x بر روی اوپن‌سوزه ۱۳٫۱. این سی‌دی زنده یک سیستم واقعی گنو هیلس را به صورت آماده به اجرا و یک پایگاه داده نمایشی از پیش نصب‌شده داشت.
- ۶ ژوئیه ۲۰۱۴:انتشار نسخه ۲٫۶٫۰. قابلیت هش برای تأیید اسناد؛ امضای دیجیتال و ادغام جی‌پی‌جی.
- ۱ فوریه ۲۰۱۵: انتشار نسخه ۲٫۸٫۰. افزودن سازگاری با ترایتون ۳٫۴، تراکم داده و قابلیت‌های همسان‌سازی برای محیط‌های توزیع‌شده، پیاده‌سازی شناسه جهانی منحصربه‌شخص(PUID) و شناسه جهانی منحصربه‌فرد (UUID)، تصدیق‌های تولد و مرگ، قابلیت‌های پنهان‌سازی پیشرفته (تلفیق گنو پرایویسی گارد)[۲]

## کاربرد
گنو هیلس در موسسه‌های سلامتی و دولتی، برای مراقبت روزانه و کاربردهای بالینی، و همچنین برای ارتقای سلامت عمومی مورد استفاده قرار می‌گیرد.
- ویژگی‌ها: گنو هیلس از یک روش ماژولار پیرامون هسته، با عملکردهای متفاوتی که می‌توانند متناسب با مراکز سلامتی اضافه شوند، استفاده می‌کند. ماژول‌های کنونی به شرح زیرند:
- سلامت: مدل داده‌ای پایه برای اشیائی همچون آرامش، ارزیابی، مراکز بهداشت، بیماری‌ها، قرار ملاقات‌ها، واکسیناسیون و داروها
- کودکان: شامل مدل برای نوزادان، اطفال و ارزیابی روانی (فهرست علائم کودکان - PSC)
- نمودارهای رشد کودکان: شامل درصدهای سازمان بهداشت جهانی و نمودارهای z-score.
- زنان و زایمان: سلامت زنان، داده‌های پری‌ناتال، obstetrics، و دوره نفاس.
- شیوه زندگی: تمرینات ورزشی، رژیم‌های غذایی، اعتیاد به مواد مخدر، مؤسسه ملی سؤمصرف مواد مخدر، پایگاه داده مواد مخدر تفریحی، رتبه‌بندی Henningfield، جنسیت، عوامل خطر، ایمنی خانگی، ایمنی کودکان
- ژنتیک: خطرات ارثی، حدود ۴۲۰۰ «ژن بیماری» از NCBI/ GeneCards
- آزمایشگاه: مدیریت درخواست، ایجاد و ارزیابی تحلیل‌های آزمایشگاهی. رابط کاربری با سیستم مدیریت اطلاعات آزمایشگاهی
- اقتصاد اجتماعی: آموزش و پرورش، شغل، شرایط زندگی، مناطق خصمانه، کودکان کار و فحشا، و دیگر
- بستری: بستری بیمارستانی، انتساب تخت، برنامه مراقبت و پرستاری.
- جراحی: چک‌لیست پیش از عمل، روند، اتاق عمل، تاریخ عمل جراحی بیمار
- خدمات: خدمات مربوط به سلامت گروهی برای بستری. همچنین امکان ساخت فاکتور/صورت‌حساب را برای خدمات انتخاب‌شده می‌دهد. جایگزین ماژول «فاکتور» اولیه.
- تقویم: قابلیت برقراری ارتباط با کلاینت‌های CalDAV، و مدیریت قرار ملاقات‌ها را اضافه می‌کند.
- تقویم بستری: مدیریت تقویم برای بستری بیمارستانی و انتساب تخت.
- کدهای QR: شامل کُدهای QR برای شناسایی
- پیشینه: گزارش‌های مخصوص برای پیشینه بالینی طبی
- MDG6: هدف توسعه هزاره ششم. قابلیت برای جنگ با مالاریا، سل و ایدز.
- گزارش‌دهی: نمودارهای مربوط به داده‌های اپیدمی و مراکز درمانی.
- پرستاری: قابلیت پرستاری. گشت شیفت، روند و مدیریت دارو.
- ICU: قابلیت بخش مراقبت‌های ویژه.
- انبار: مدیریت انبار داروخانه و تولید حرکت‌های انبار در روند پزشکی به طور خودکار
- NTD: ماژول پایه برای پوشش بیماری‌های گرم‌سیری فراموش شده.
- NTD چاگاس: قابلیت برای پیشگیری، کشف، کنترل و مدیریت بیماری چاگاس. این ماژول بخشی از سری ماژول بیماری‌های گرم‌سیری فراموش‌شده در گنو هیلس است.
- NTD دانگ: مدیریت و نظارت بر تب دانگ، بخشی از سری ماژولهای بیماری‌های گرم‌سیری فراموش‌شده.
- تصویربرداری: قابلیت مدیریت و درخواست‌های تصویربرداری تشخیصی
- ICPM: طبقه‌بندی بین‌المللی WHO برای روندهای پزشکی.
- رمزنگاری: پشتیبانی از هضم/کنترل یکپارچگی رکورد سند با توابع هش؛ امضاهای دیجیتال و افزونه گارد شخصی‌سازی گنو
- بایگانی‌ها: قابلیت برای پیگیری دیرکرد یا سوابق بهداشتی بیمار مبتنی بر کاغذ.

## نفوذ فرهنگی
- گنو هیلس در فصل «ICT برای بهبود اطلاعات و مسئولیت برای سلامت زنان و کودکان» مؤسسه جهانی سلامت در انجمن WSIS ارائه شد.[۳]
- گنو هیلس به خاطر پروژه‌های مفید اجتماعی برنده جایزه بنیاد نرم‌افزار آزاد ۲۰۱۱ شد.
- گنو هیلس برنده جایزه‌های برنامه‌های درگاهی ۲۰۱۲ و ۲۰۱۳ به خاطر انقلابی‌ترین نرم‌افزار آزاد و نرم‌افزاری با بیشترین قابلیت رشد در ۲۰۱۲ شد.